# 即刻
即刻是上海若友网络科技有限公司开发的一款社交软件，页面主体以信息流形式排列用户动态。用户可通过软件寻找自己感兴趣的“兴趣圈子”，浏览动态、交互或发布动态。

## 相关应用

### 小宇宙
播客类App“小宇宙”由即刻团队孵化。

## 相关事件

### 被抄袭风波
腾讯于2018年1月31日上线的新闻类应用程序立知。立知发布后，因为整体设计和功能与同类型应用即刻App相似，被认为涉嫌抄袭即刻。2月1日晚，立知下线，腾讯称因立知的功能引起较大争议，暂停內測，下架整改。

### 央视网络起诉
2019年1月，央视国际网络有限公司起诉运营者上海若友网络科技有限公司，在即刻APP中未经其授权即向公众提供2018年俄罗斯世界杯比赛画面的动图点播服务，构成不正当竞争，索赔500万元人民币。即刻CEO回应称，未提供世界杯视频点播服务，否认所谓“动图点播”及侵权。

### 服务器被关停
2019年7月12日，即刻创始人叶锡东接到阿里云电话，被告知即刻的服务器将被关停。关停的原因即刻官方没有向外界说明。
服务器被关停期间，其官方微博仍活跃。
2020年6月10日，即刻宣布回归。